# Boophis sambirano
Boophis sambirano Vences and Glaw, 2005 è una rana della famiglia Mantellidae, endemica del Madagascar.

## Conservazione
La IUCN Red List classifica Boophis sambirano come specie in pericolo di estinzione (Endangered).